# Васильчиков, Сергей Илларионович
Князь Серге́й Илларио́нович Васи́льчиков (28 августа (9 сентября) 1849, Киев — 27 августа 1926, Версаль) — генерал от кавалерии (1910), генерал-адъютант (1902). Командир Гвардейского корпуса (1902—1906).

## Биография
Родился 28 августа (9 сентября) 1849 года. Сын волынского губернатора князя Иллариона Илларионовича Васильчикова (1805—1862) от брака с княжной Екатериной Алексеевной Щербатовой (1818—1869).
Унаследовал от родителей крупные земельные владения: свыше 29 000 десятин в Воронежской, Ковенской и Санкт-Петербургской губерниях.
Продолжил семейную традицию и выбрал военную службу. В 1867 году окончил Пажеский корпус, откуда выпущен был корнетом в Лейб-гвардии Конный полк.
В 1872 году был назначен флигель-адъютантом к императору Александру II. Участвовал в русско-турецкой войне. Командовал сводным гвардейским полуэскадроном, который составлял Почётный личный конвой императора.
- 31.07. 1885 — 10.11. 1890 — командир Нижегородского 17-го драгунского полка в чине полковника
- 10.11. 1890 — 16.08. 1896 — командир Лейб-гвардии гусарского полка
- 1891 год — произведён в генерал-майоры.
- 16.08.1896 — 17.12 1898 — командир 2-й бригады 2-й гвардейской кавалерийской дивизии.
- 17.12. 1898 — 13.01. 1899 — командир 12-й кавалерийской дивизии.
- 13.01. 1899 — 23.12. 1901 — начальник 1-й кавалерийской дивизии.
- 1899 год — произведён в генерал-лейтенанты.
- 23.12. 1901 — 2.11. 1902 — в распоряжении главнокомандующего войсками гвардии и Петербургского военного округа.
- 1902 год — произведён в генерал-адъютанты.
- 2.11. 1902 — 21.06. 1906 — командир 1-го Гвардейского корпуса.
- 1905 год — под его руководством разрабатывался план действий полиции и войск по недопущению шествия рабочих и жителей Санкт-Петербурга к Зимнему дворцу под руководством священника Георгия Гапона с петицией о своих нуждах к царю. Расстрел мирной демонстрации послужил непосредственным толчком к началу Первой русской революции.
- 21.06. 1906 — отчислен от должности в связи с волнениями в лейб-гвардии Преображенском полку.
- 1910 год — произведён в генералы от кавалерии.

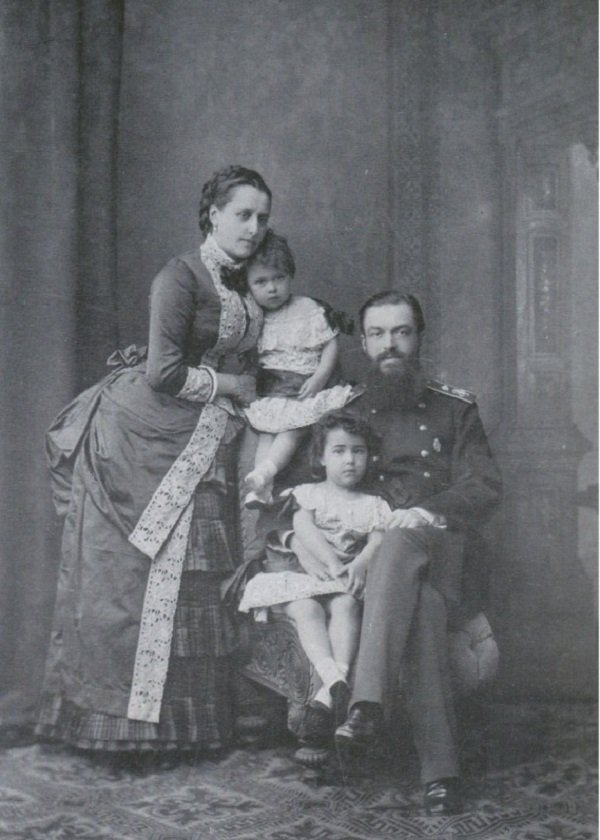
Князь Васильчиков с женой и старшими детьми

После революции 1917 года князь Васильчиков эмигрировал во Францию. Скончался 27 августа 1926 года в Версале.

## Семья
Жена (с 11 апреля 1876 года) — Мария Николаевна Исакова (1853—1922), фрейлина двора, дочь генерала Николая Васильевича Исакова. Состояла председательницей попечительского совета Царскосельского приюта (будущего Алексеевского приюта) в Царском Селе и Царскосельского благотворительного общества. В браке родились:
1. София (1879—1927) — супруга Александра Александровича Щербатова (1881—1915)
2. Илларион (1881—1969) — женат на Лидии Леонидовне Вяземской (1886—1948)
3. Николай (1883—1927)
4. Георгий (1890—1915), подпоручик Лейб-Гвардии 4-го Стрелкового Императорской Фамилии полка, георгиевский кавалер.

## Награды

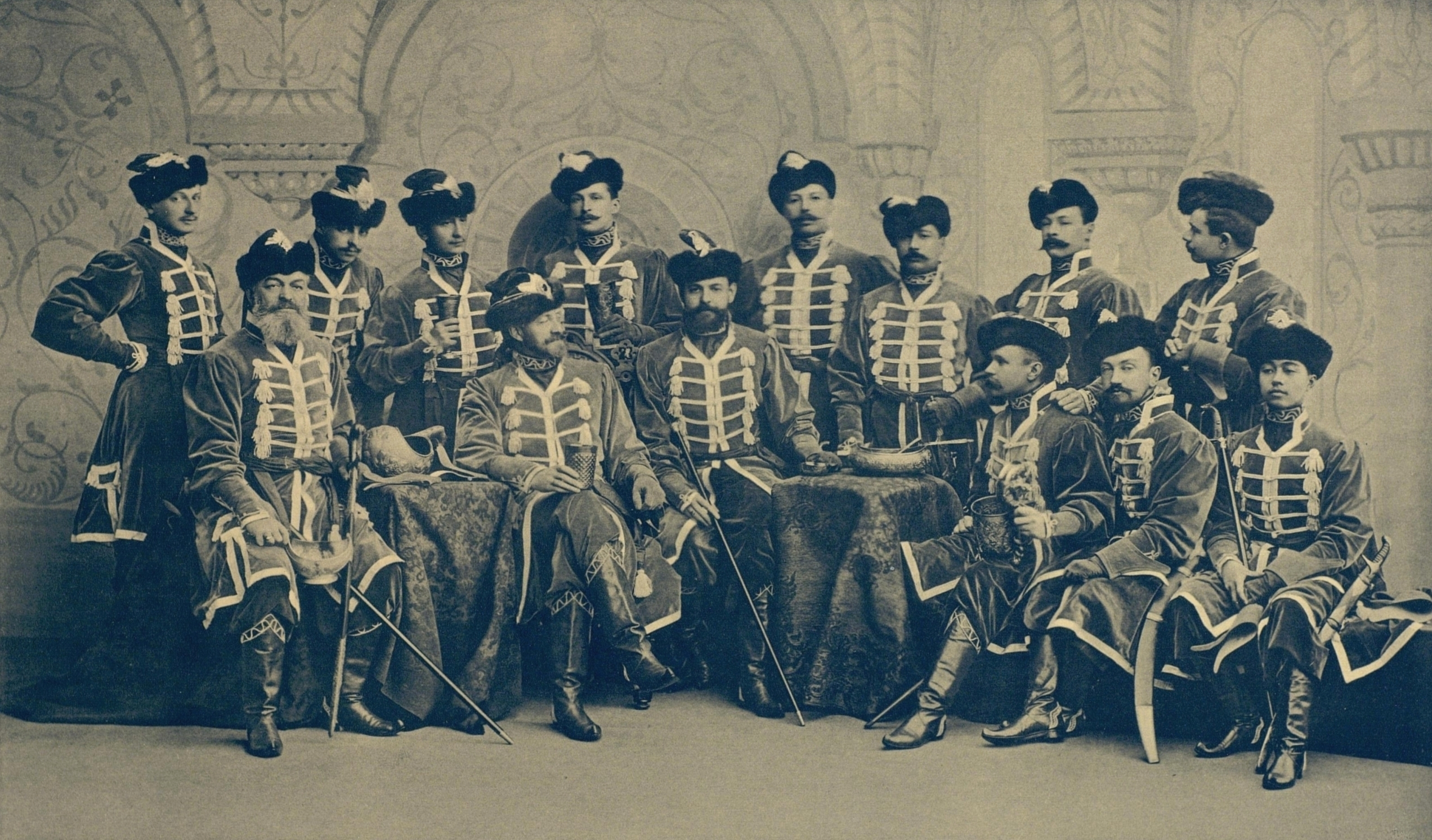
С. И. Васильчиков (сидит крайний слева) на Костюмированном балу 1903 года в группе офицеров лейб-гвардии Гусарского Его Величества полка

- Орден Святой Анны 3-й степени (1874)
- Орден Святого Станислава 2-й степени (1877)
- Орден Святой Анны 2-й степени (1878)
- Орден Святого Владимира 4-й степени с мечами и бантом
- Орден Святого Владимира 3-й степени (1888)
- Орден Святого Станислава 1-й степени (1894)
- Орден Святой Анны 1-й степени (1896)
- Орден Святого Владимира 2-й степени (1904)
- Орден Белого Орла (1906)
- Орден Святого Александра Невского (06.12.1913)
- Бриллиантовые знаки к Ордену Александра Невского (06.12.1916)